# Geoffrey Mason
Geoffrey Travers Mason (Filadelfia, 13 maggio 1902 – East Providence, 5 gennaio 1987) è stato un bobbista statunitense.

## Biografia
Studiò al Bowdoin College e poi all'Università di Friburgo in Germania. Ai II Giochi olimpici invernali (edizione disputatasi nel 1928 a Sankt Moritz in Svizzera) vinse la medaglia d'oro nel Bob a 4 con i connazionali Billy Fiske, Nion Tucker, Clifford Gray e Richard Parke partecipando nella seconda squadra statunitense, superò la prima statunitense (medaglia d'argento) e la prima tedesca (medaglia di bronzo).
Il tempo totalizzato fu di 3:20,5 con un minimo distacco dalla seconda e terza nazionale classificata (3:21,0 e 3:21,9 gli altri tempi medagliati). Da allora Mason si ritirò da ogni competizione sportiva.